# Serrat de la Cabanera (Carreu)

El Serrat de la Cabanera, respecte del terme d'Abella de la Conca

El Serrat de la Cabanera és un serrat del terme d'Abella de la Conca, a la comarca del Pallars Jussà, situat a la vall de Carreu.
Està situada al nord-oest de l'antiga caseria de carreu, al sud-oest de Casa Hortó, prop del límit nord-occidental del terme municipal. Es dreça a l'esquerra del barranc de la Malallau.

## Etimologia
Cabanera és un derivat col·lectiu de cabana, que procedeix del llatí tarda capanna, com aclareix Joan Coromines, amb el mateix significat actual. Com d'altres topònims semblants, el terme cabanera podria indicar la presència d'algun dolmen en el serrat.